# Üvegművészet

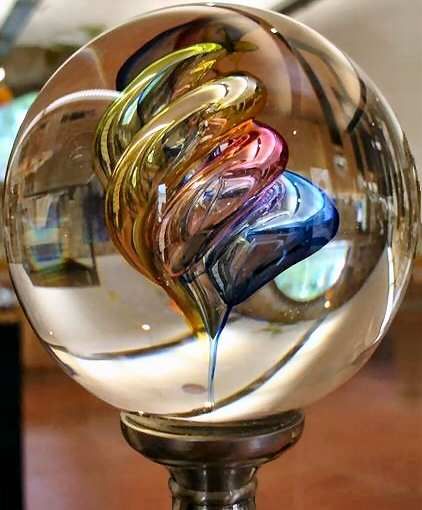
Üveggömb; készítette: Tyler Hopkins.

8000 éve már készültek üvegből, obszidiánból ékszerek és szerszámok. Az ókori Rómában üvegtükröket, vázákat (Portland-váza, Lükurgosz-csésze) is készítettek. A középkorban a gótikus templomi üvegablakok részben az írást pótolták. Az üvegművesség sokáig egységes szakma volt: az üveget ott formázták, díszítették, ahol gyártották. Az elkülönülés fokozatos volt; nagyjából a 19-20. század fordulójától tárgyaljuk külön az üveggyártást és az üvegművészetet.

## Színezett üvegek

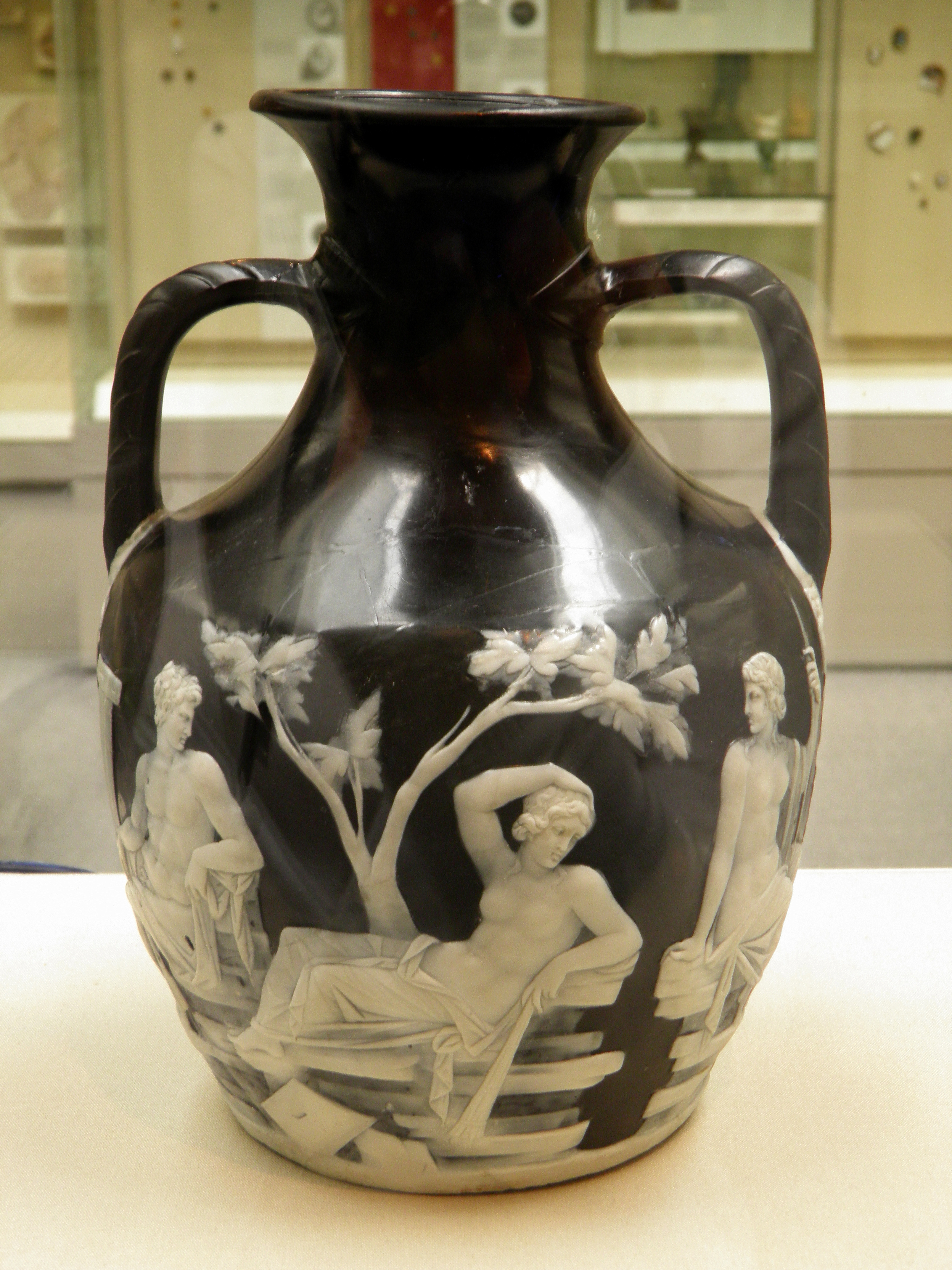
A Portland-váza — cameo üveg, készült kb. i. sz. 5–25 között

Az első üvegszerű anyagok valamikor az i. e. 5-4. évezred táján tűntek fel; ez az üveg a tömeges légbuborékok és zárványok miatt még átlátszatlan, opak volt. Színezésére eleinte rezet (olvasztott malachitot) használtak, később más fémek sóit is így hát már a kezdet kezdetén különvált a színezett üvegek előállításának két fő módja:
- az üveg szennyeződéseinek, természetes elszíneződésének kihasználása és
- a színező oxidok üvegmasszába keverése.

Az első üvegek a kvarchomokban fellelhető vasoxi-hidroxidoktól sokáig tisztátalan sötétek, zöldek, zöldeskékek (reduktív üvegek), illetve sárgásak (oxidatív üvegek) voltak. Salétrom, ólom-oxid és más anyagok hozzáadásával idővel sikerült halványsárga, áttetsző üveget gyártani. Az egyiptomi üvegek jellemző színei a szennyeződéseket felhasználó opakfehér és sárga, valamint a színezett élénk türkizkék voltak.
Az üveget tökéletesen színteleníteni időszámításunk kezdetén Alexandriában sikerült mangán-dioxid hozzáadásával; ezt a gyakorlatot a római üvegművészet terjesztette el. A színtelenített üveget ezután már színezték is.
A római korban a leggyakoribb színezett üveg a kobaltkék volt; az átlátszó és kék üvegek kombinálásával rétegelt üveget állítottak elő. Ebből a felső réteget formára lecsiszolva készítették a római üvegművészet talán legjellemzőbb darabjait, az ún. cameo üvegeket.
A kora középkorban Európa szárazföldi területeire nem jutott el a Mediterráneumban használt sziksó, ezért az üveg olvadáspontját növényi hamu hozzáadásával csökkentették. A kor két fő üvegtípusa:
- a Rajna vidékén gyártott Waldglas (erdőüveg) és a
- a frank területeken készített verre de fougere (páfrányüveg)

a szennyező anyagoktól egyaránt zöldes, sárgás vagy barnás volt.
A színezett üvegek közül a legkönnyebben előállíthatók és így a legrégebbiek a kék egyes árnyalatai voltak, a legnehezebben megoldható pedig a piros: a  potsdami üveghuta művészeti vezetője, Johannes Kunckel (Johannes von Löwenstern-Kunckel, 1630 k. – 1703) csak 1679-ben fedezte fel, hogyan lehet rézvegyületek adagolásával bíborszínű „rubinüveget” gyártani A kétféle hyalith üveget von Buquoy gróf dél-csehországi üveggyáraiban (Georgenthalban és Silberbergben) fejlesztette ki a kiváló üvegtechnikus Francois Buguoy de Longueval 1816-ban fekete, 1819-ben pecsétviasz-vörös színben. 
Az 1840-es években felfedezett urán vegyületeivel hozta létre Josef Riedel (1816-1894) 1834-ben a feleségéről elnevezett Annagrün (zöld) és Annagelb (sárga) fluoreszkáló uránüveget. Ennek hatására brit üvegkészítők az 1870-es években kevés uránt az üvegmasszába keverve alkották meg a jellegzetes, sárga, kék és zöldes árnyalatú Vazelin-üveget.
Mára az üvegek színezésére, illetve színtelenítésére az alábbi anyagok használatosak:
- színező fémek, illetve fémvegyületek: 
  - vörös színhez — arany (Au), réz(I)-oxid (Cu2O), szelén (Se)
  - sárga színhez — ezüst (többnyire mint ezüst-klorid, AgCl), kadmium-szulfid (CdS), antimon-pentoxid (Sb2O5)
  - zöld színhez — króm(III)-oxid (Cr2O3), urán-dioxid (UO2)
  - kék színhez — kobalt-oxid (CoO)
  - lila színhez — mangán(II)-oxid (MnO), nikkel-oxid (NiO)
  - szürke színhez — nikkel-oxid, króm-oxid és kobalt-oxid keveréke

- homályosító anyagok: 
  - zsírkő,
  - szteatit (Mg3Si4O10[OH]2)
  - kriolit (nátrium-alumínium-fluorid, (Na3AlF3)
  - arzén-trioxid (As2O3)
  - csonthamu

- színtelenítő anyagok:
  - barnakő (mangán-dioxid, MnO2)
  - nikkel-oxid (NiO)

## Üvegfestészet
Az üvegfestészet az üvegművészet egyik fő ágaként feltehetően az üvegmozaikból alakult ki, és a középkori keresztény templomokban vált meghatározó díszítő elemmé. Ezt nagyban elősegítette, hogy díszítő funkciója mellett „a szegények Bibliájaként” tanító-nevelő szerepe is volt. A színezett üvegtől eltérően maga a festett üveg átlátszó; csak a felületére hordanak fel színező anyagokat különböző eljárásokkal. Ezek fő módszerei:
- a festés,
- a pácolás,
- a zománcfestés,
- fémek, illetve fémsók felületre gőzölése.

Az üveg felületét vagy ecsettel festik, vagy úgy, hogy a tárgyat belemártják a festékbe. A feltapadt festékréteget égetéssel rögzítik.
11. századi az egyik legrégibb, épen fennmaradt festett ablaksorozat az augsburgi „öt próféta ablak”, és ebből az időből való a St. Denis apátság részlegesen fennmaradt ablaka is.
Az üvegfestészet a gótikában indult hatalmas fejlődésnek (a festett üvegeket évszázadokig csak egyházi épületeken alkalmazták). Ahogy megszűnt a falak teherhordó funkciója, úgy lettek egyre nagyobbak az ablakok, és ezeket festett üvegekkel díszítették. Egyes ablakokban egy nagy alak töltötte ki teljesen a felületet, máshol az egymást követő jelenetek történeteket meséltek el. A nagyobb ablakokat kovácsolt vasszerkezetekkel osztották kisebb egységekre.
A 14. századtól nagyobb és vékonyabb üveglapokat is elő tudtak állítani. Feltalálták a silberezést (ezüstkloridos páceljárás), amely az üvegnek szalmasárga színt adott. Emellett divatossá váltak a réteges üveg (Überfangglas) színes rétegének lecsiszolásával készített díszítő motívumok és ábrázolások.
Az üveg festésének Eisenrot (németül: vasvörös) és Schwarzlot (fekete) technikáit Johann Schaper dolgozta ki 1650-ben. Néha a szürkés árnyalatú grisaille festést is alkalmazták.
A 18-19. században megjelent a tömegtermeléssel előállított ablaküveg, a színes és ólmozott üvegek gyártása visszaesett. Az épületek színes üvegeit és az átlátszó üvegből készült, de kisebb geometrikus elemekre osztott ólmozott ablakokat korszerűbbnek ítélt, teljes ablaktáblákra cserélték. Az üvegfestő műhelyek hanyatlásnak indultak, a féltve őrzött eljárásokat közül több feledésbe merült.
Az üvegfestés másodvirágzását a 19. századi historizmus hozta el. Ekkor a középkori maradványokat is elkezdték helyreállítani, de az ekkor gyártott üveg az autentikus helyreállításhoz túl tiszta volt. Ezért a középkor tökéletlen üvegeit utánozva elkezdtek „antik üveget” gyártani, és ez a buborékos-hálós, egyenetlen felületű, kézzel gyártott síküveg vált az üvegfestés legfontosabb alapanyagává.
Az 1870-es évek végén a Thomas Webb & Sons angol cég olyan irizáló üveg gyártásának technológiáját szabadalmaztatta, amelynek csillogása az ókori római üvegek felületét idézte. Ezután számos brit és amerikai szabadalmat jegyeztek be mesterségesen irizáló bevonatokra, amelyekhez a tárgy felületére fémvegyületeket gőzöltek fel.
Az USA-ban Louis Comfort Tiffany az 1893-as chicagói világkiállításon mutatta be azt az általa feltalált, opalizáló, színcsíkokkal márvány utánzatúra égetett üveget, ami a szecesszió kedvelt üvegfajtájává vált. 
Tiffany irizáló üvegei a Favrile márkanevet kapták (1894). A corningi Steuben üveggyárhan Frederick Carder a Gold Aurene üveget kísérletezte ki. A 20. század elején már az olcsó préselt üvegeket is irizáió bevonattal látták el — ezt az 1950-es években karneválüvegnek nevezték, mert a vásárokban ilyeneket adtak díjként.

### Magyarországon
Magyarországon a 14. századtól dokumentált üvegfestők munkája. 1365-ben Péter leleszi prépost száz aranyforintért megbízta Miklós kassai festőt négy üvegablak készítésével. Az első önálló üveges céh is Kassán alakult meg 1714-ben. Középületekben a 19. század végétől váltak gyakorivá a színes üvegablakok.
A hazai üvegművészet kiemelkedő alkotói:
- Róth Miksa,
- Kratzmann Ede és
- Ligeti Sándor.

Európában az elsők között Róth Miksa találta meg az üvegfestés autentikus módját. A marosvásárhelyi Kultúrpalota lenyűgöző üvegablakait Toroczkai Wigand Edével készítette.

## Üvegtervezés
Az üvegtervezés a célszerűség mellett a szépség követelményének is megfelelő iparművészeti alkotások előállítása üvegből.

## Kortárs magyar üvegművészet
A XX-XXI. század üvege a gondolatra épül, és minthogy az anyaga maga az absztrakció, ez nem is esik különösképpen nehezére. A megszokott anyag-funkció kettős kiindulás helyett a koncepció-tartalom-kifejezés hármas iránya dominál. Az üvegművészetben is szerephez jut a "mixed media", mely sok esetben különböző, a művész által sugallt, gyakran ambivalens értelmezési lehetőségeket rejt magában. Polyák János munkáiban az üveg domináns szerepét, a kőben-kerámiában üvegbe zárt fény játékát, az így teremtett mikrokozmoszt emeli ki. Az üveg és a fény kapcsolatának szubjektív, szimbolikus értelmezése – homlokegyenest más technikai eszközökkel: hideg, illetve meleg üveg, azonos technikai profizmussal – jellemzi Bohus Zoltán és Horváth Márton munkásságát. Az üvegművészetet Moholy-Nagy Művészeti Egyetemen és a Képző- és Iparművészeti Szakközépiskolában oktatják.